# Casa de Cultura Zé Mira
A Casa de Cultura Zé Mira é um espaço destinado à divulgação da música caipira, localizado na cidade de São José dos Campos, em São Paulo.  Idealizado pelo tropeiro, agricultor, compositor e mestre de tradições caipiras José "Zé" Alves de Mira, o espaço foi inaugurado em 15 de março de 2004, como a primeira casa de cultura a divulgar a música caipira. Possui uma casa de pau-a-pique, com paredes barreadas, fogão à lenha e teto protegido por telhas de coxa. Com um amplo rancho, palco e moderno aparelhamento de som, os violeiros do Vale do Paraíba, Sul de Minas Gerais, dentre outras cidades da Paulistânia, se apresentam rodas de viola.

## Galeria

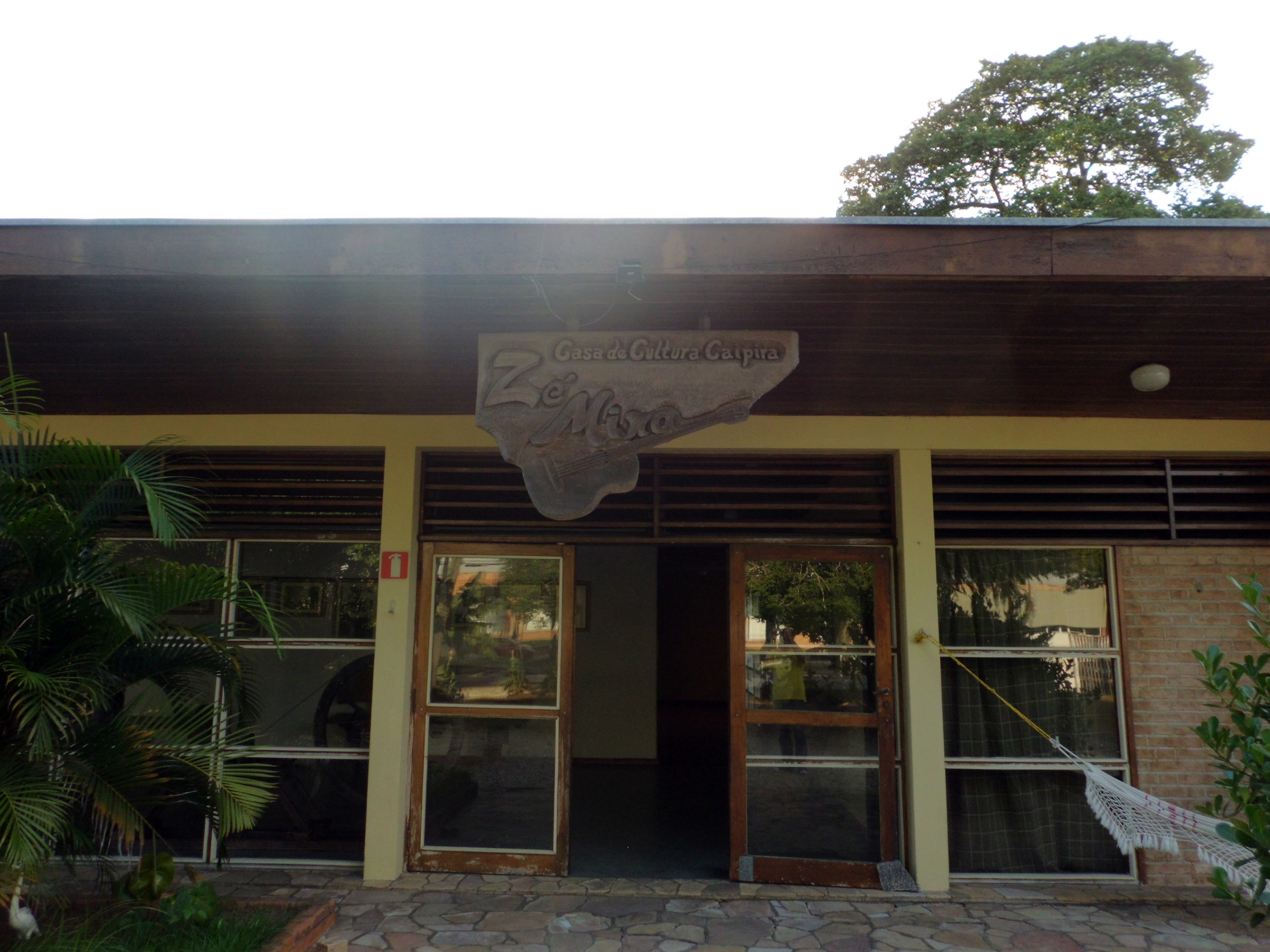
Entrada Museu do Tropeiro - Foto 23/01/2016
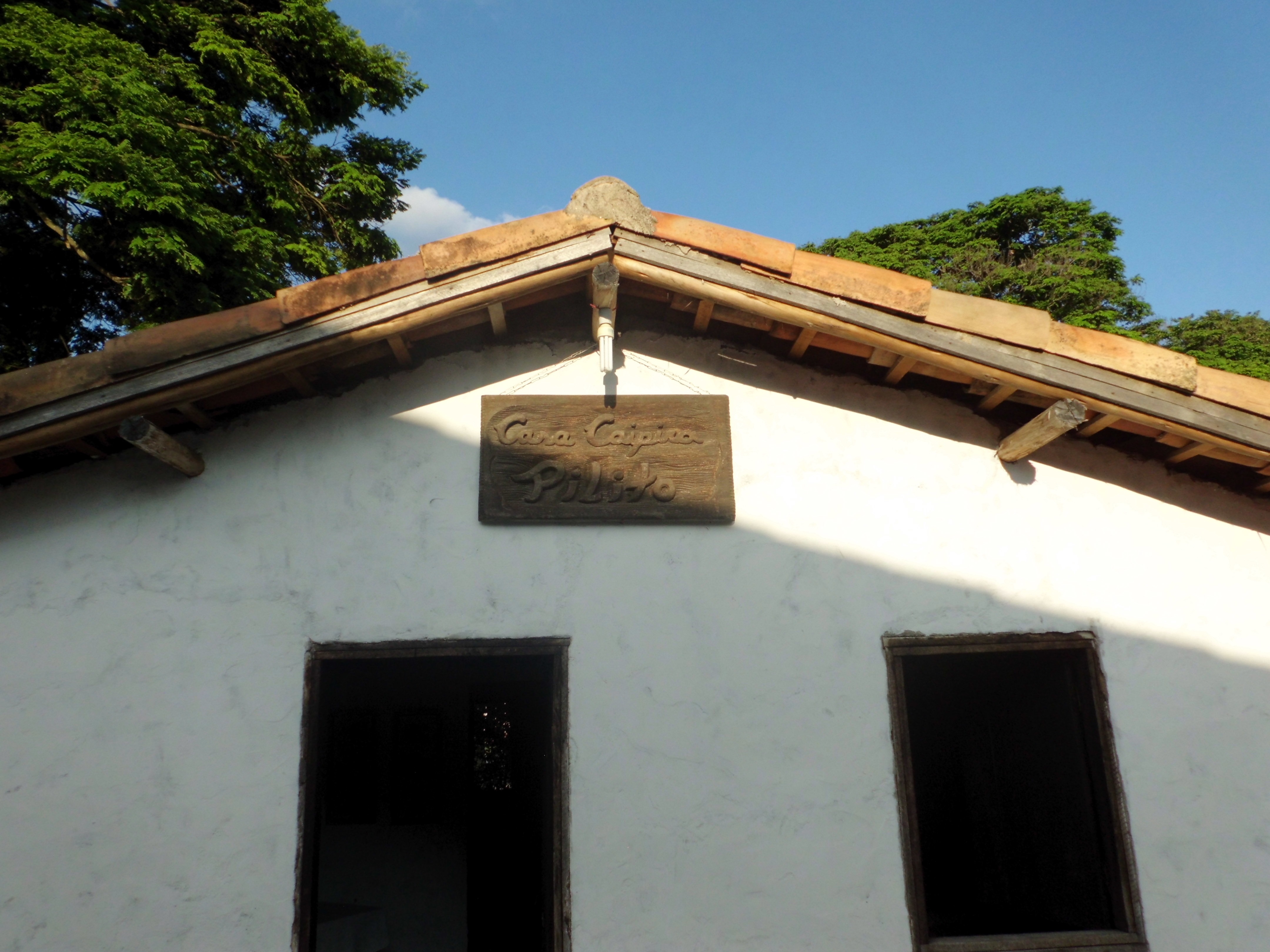
Casa de pau-a-pique - Foto 23/01/2016
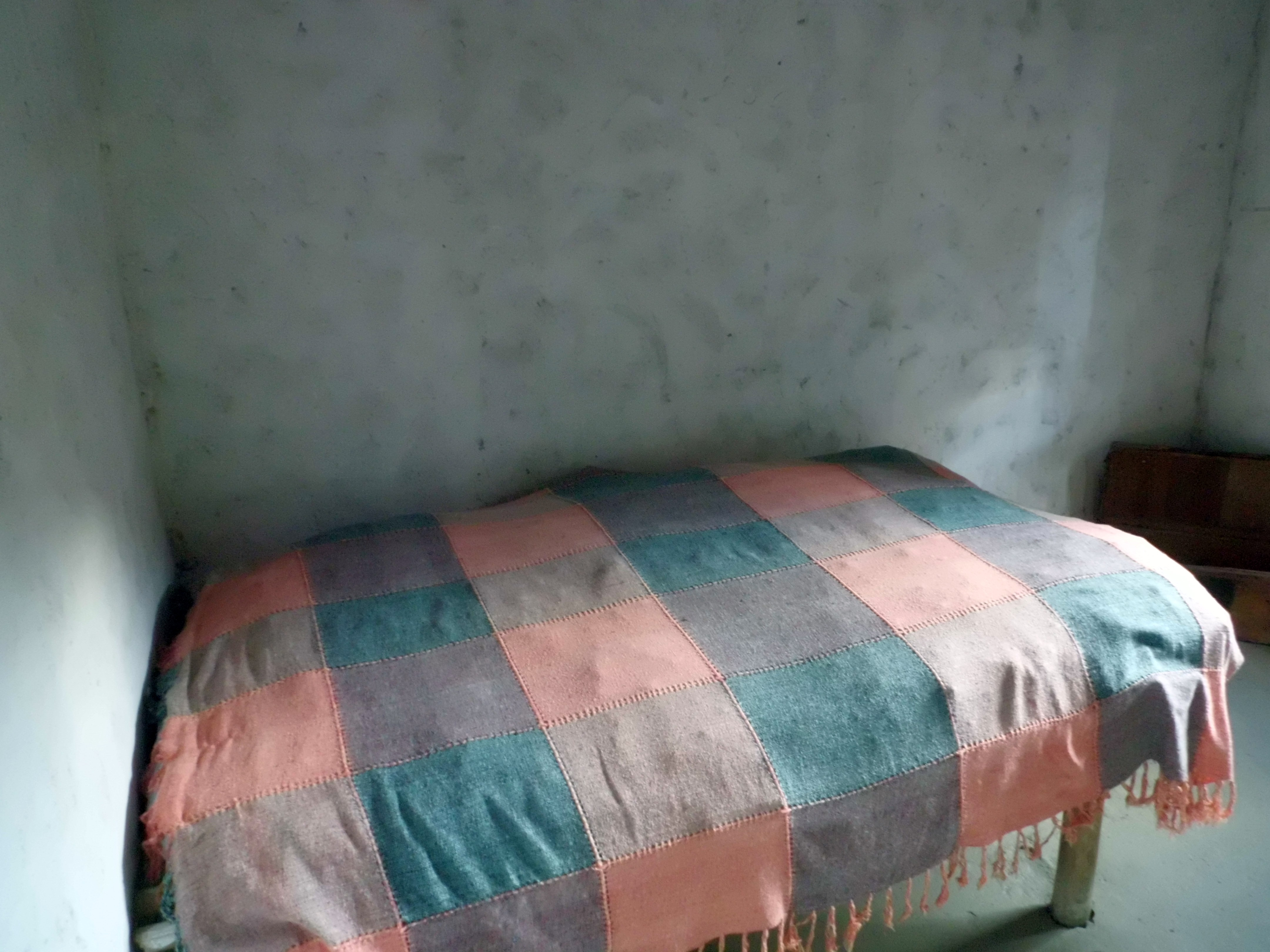
Interior casa de pau-a-pique - Foto 23/01/2016
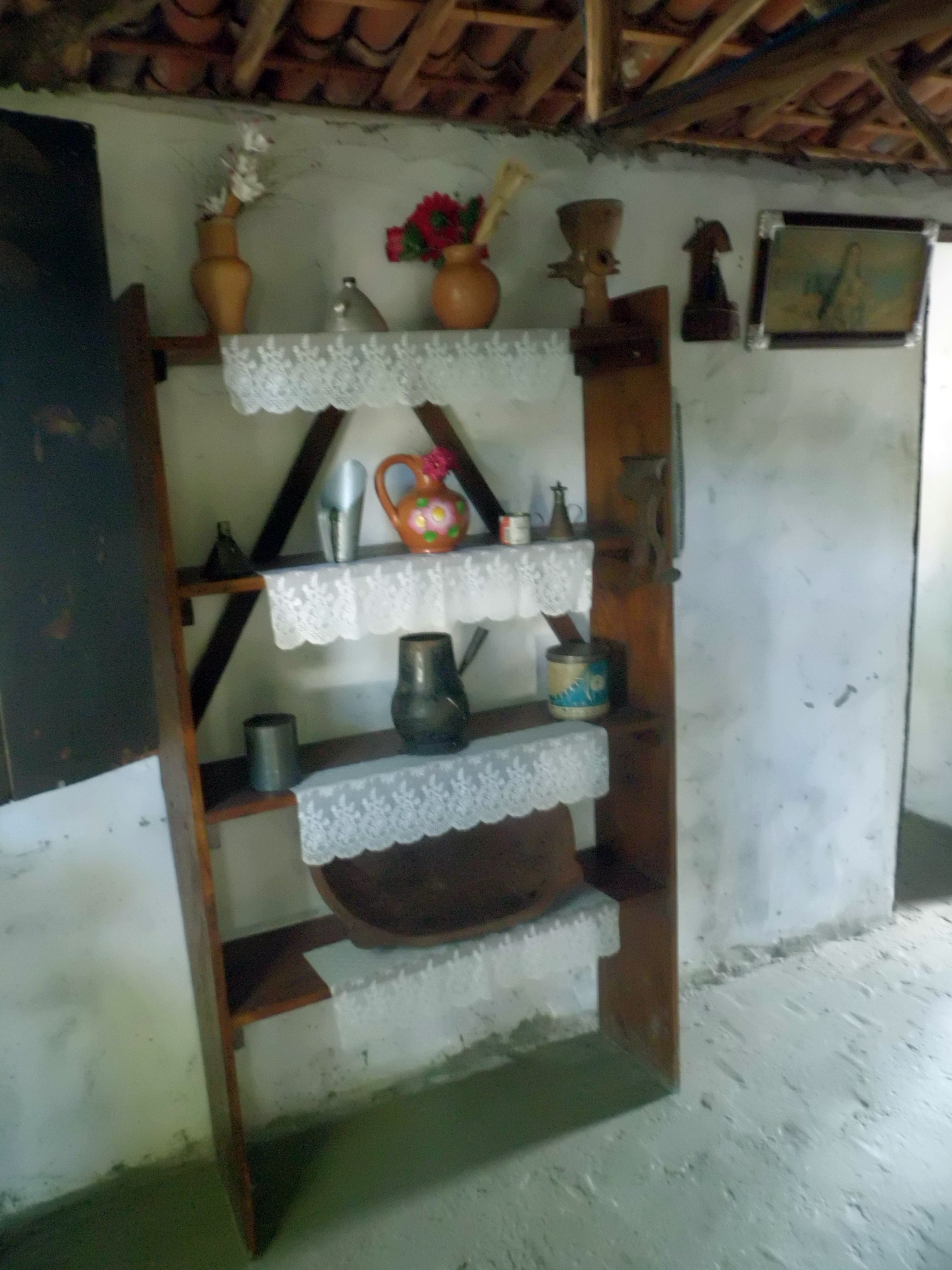
Interior casa de pau-a-pique - Foto 23/01/2016
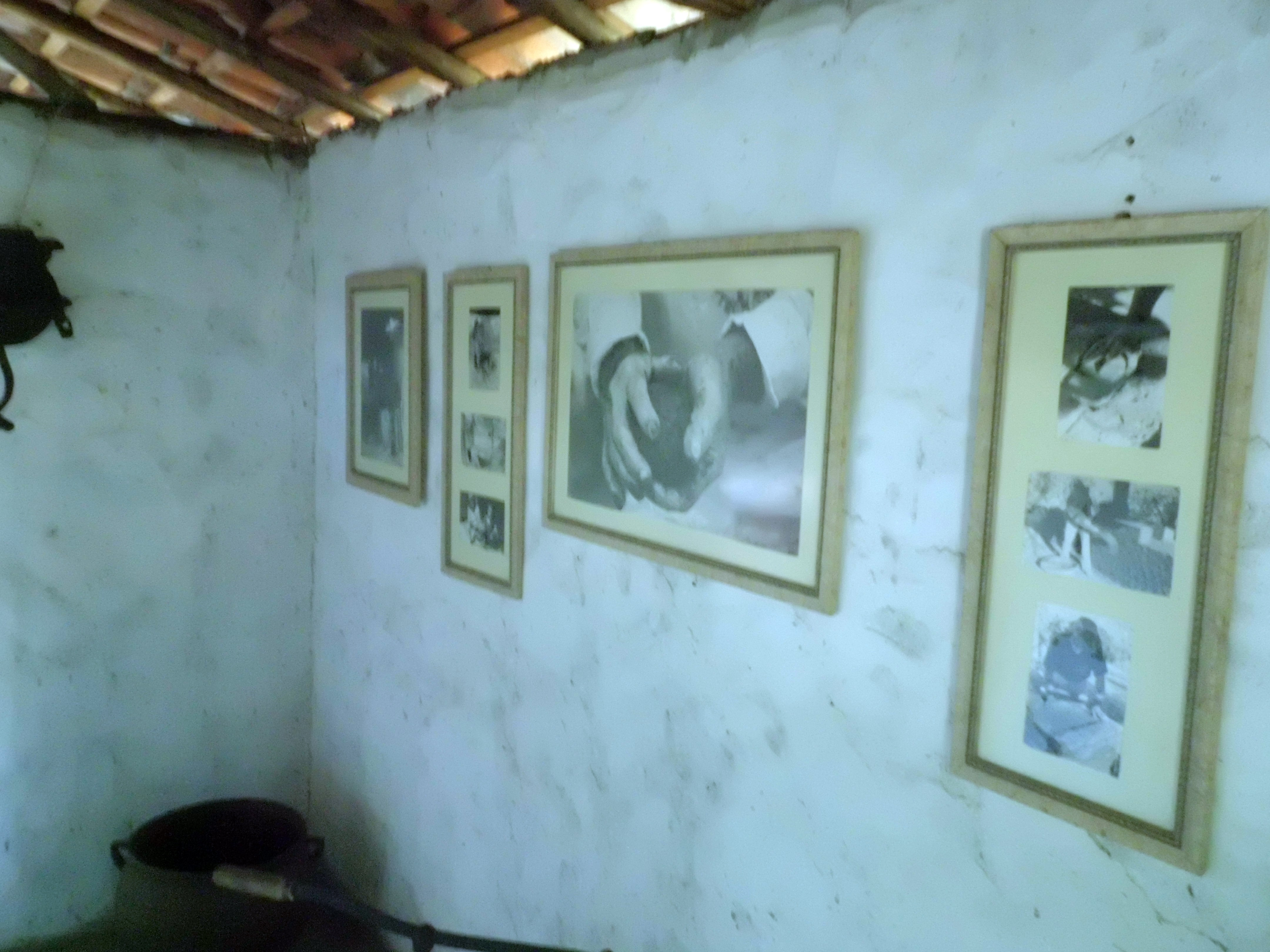
Interior casa de pau-a-pique - Foto 23/01/2016
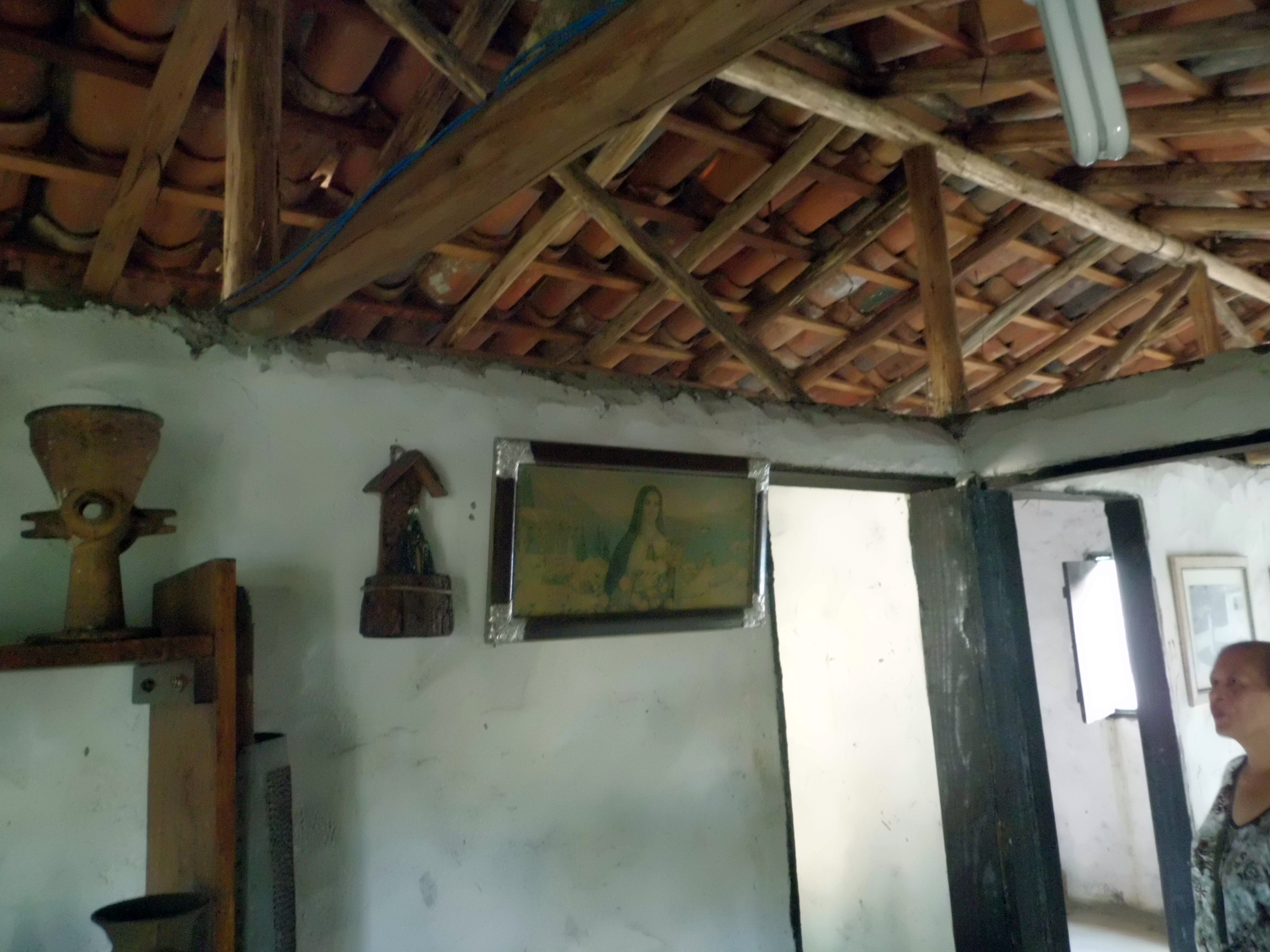
Interior casa de pau-a-pique - Foto 23/01/2016
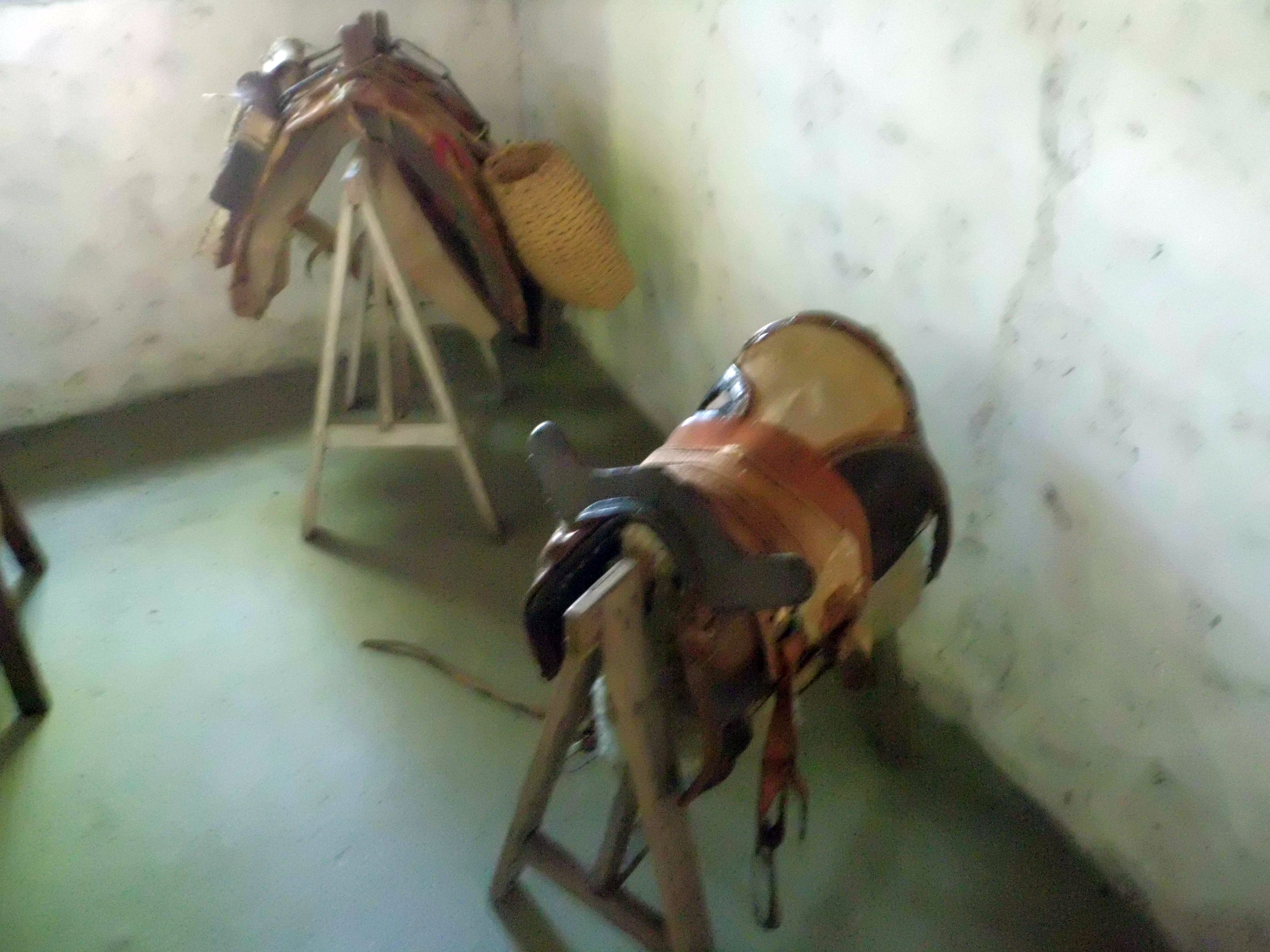
Interior casa de pau-a-pique - Foto 23/01/2016
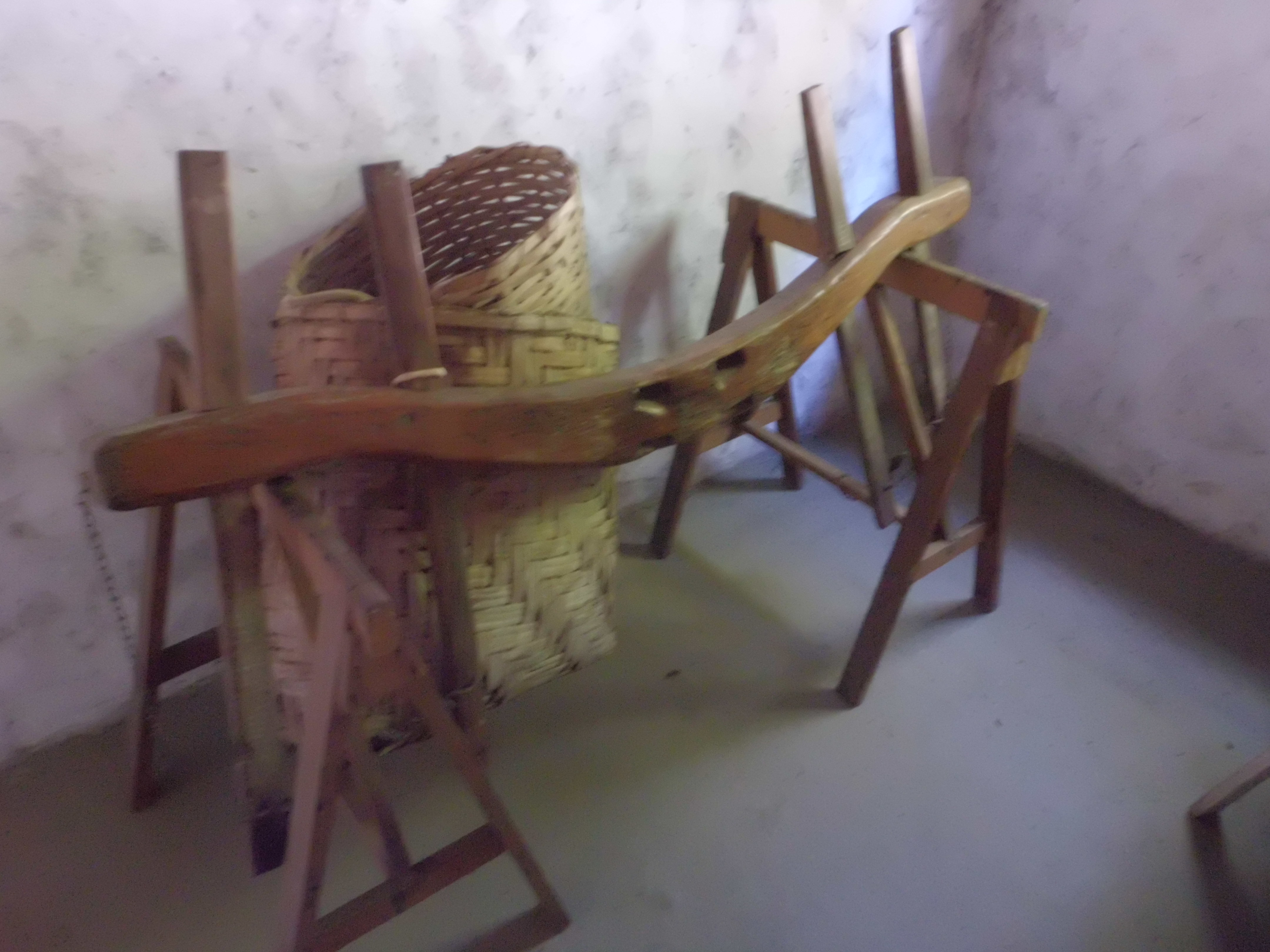
Interior casa de pau-a-pique -  Foto 23/01/2016
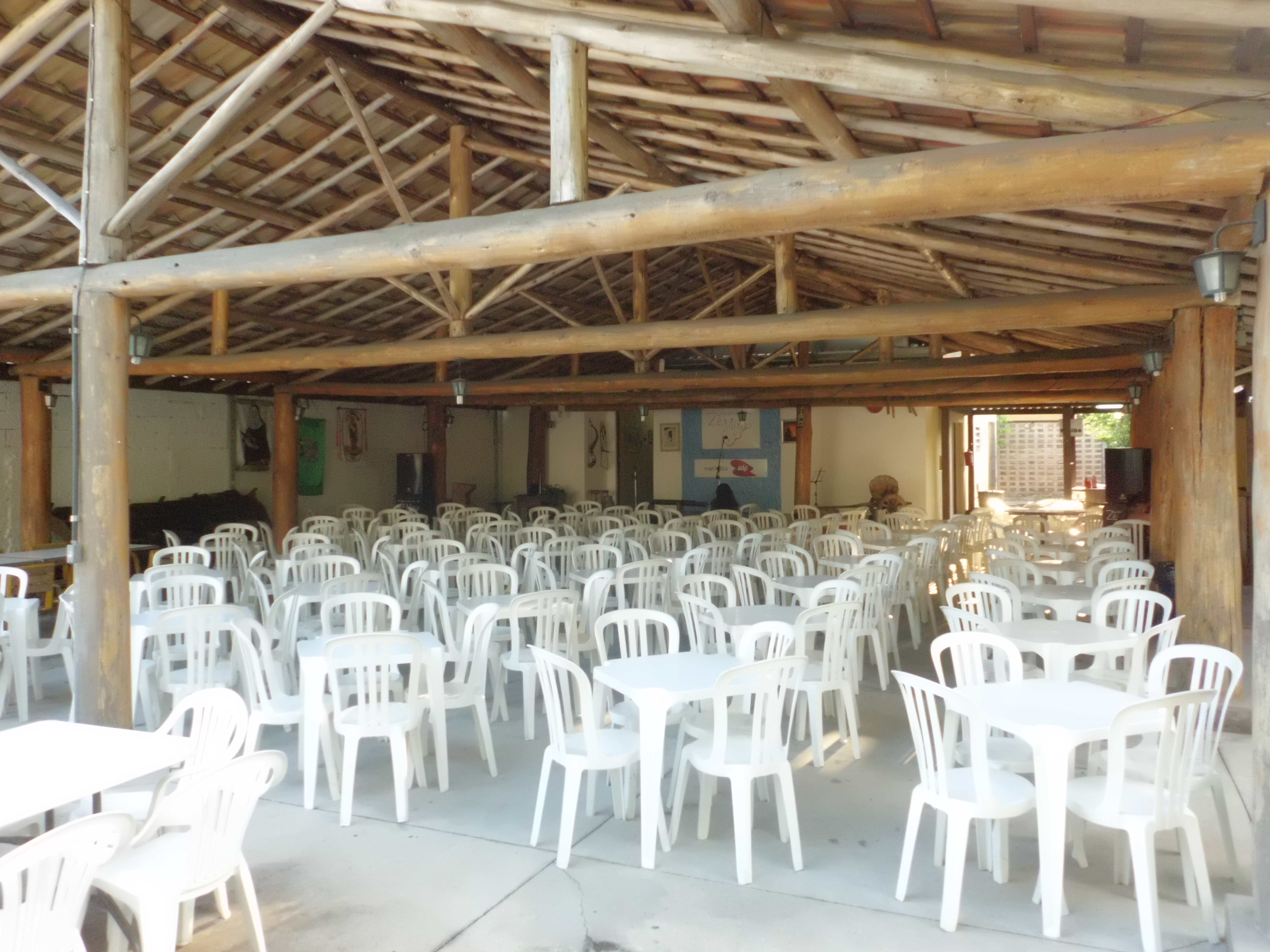
Local dos shows  - Foto 23/01/2016
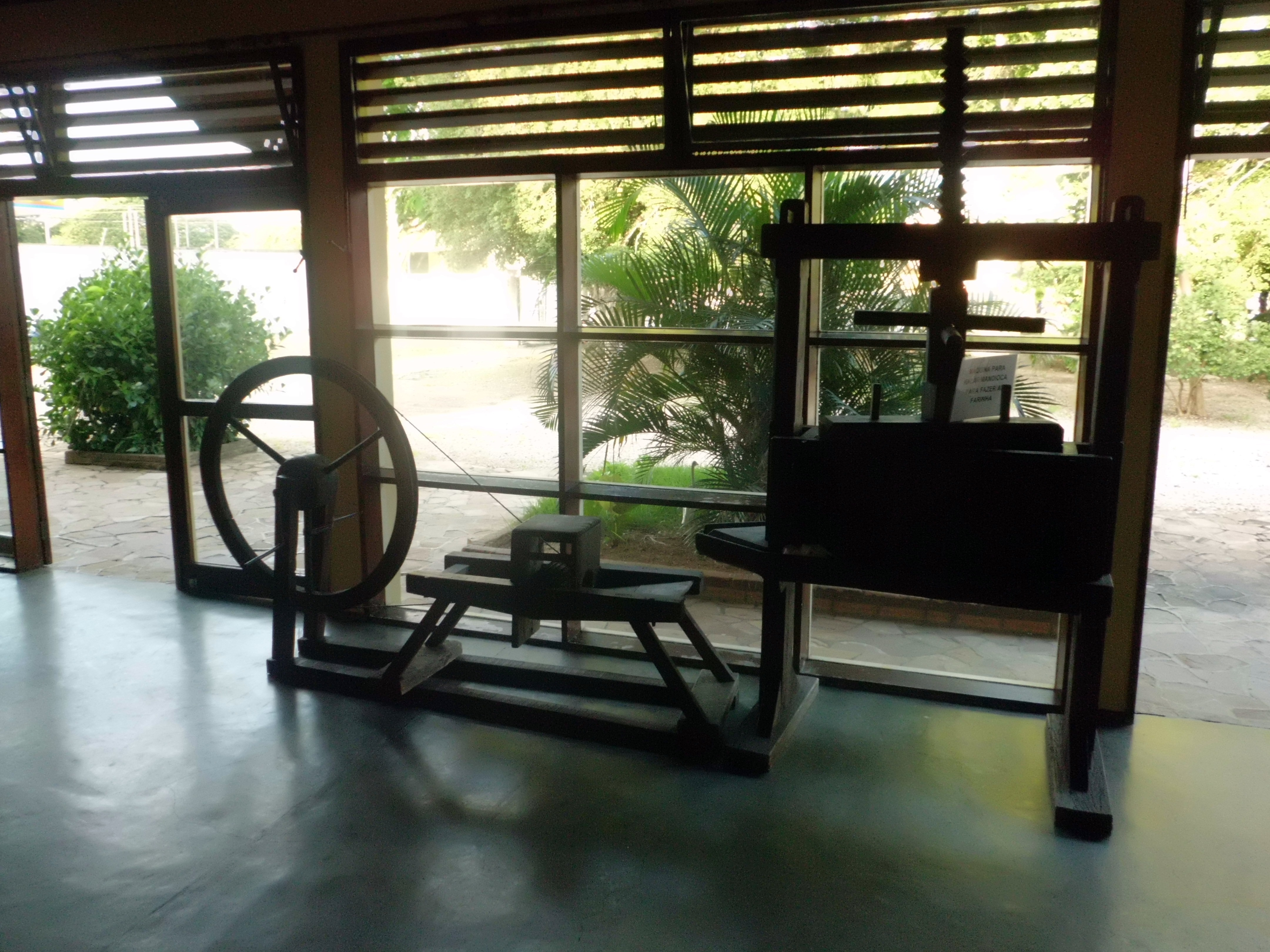
Interior Museu do Tropeiro - Foto 23/01/2016
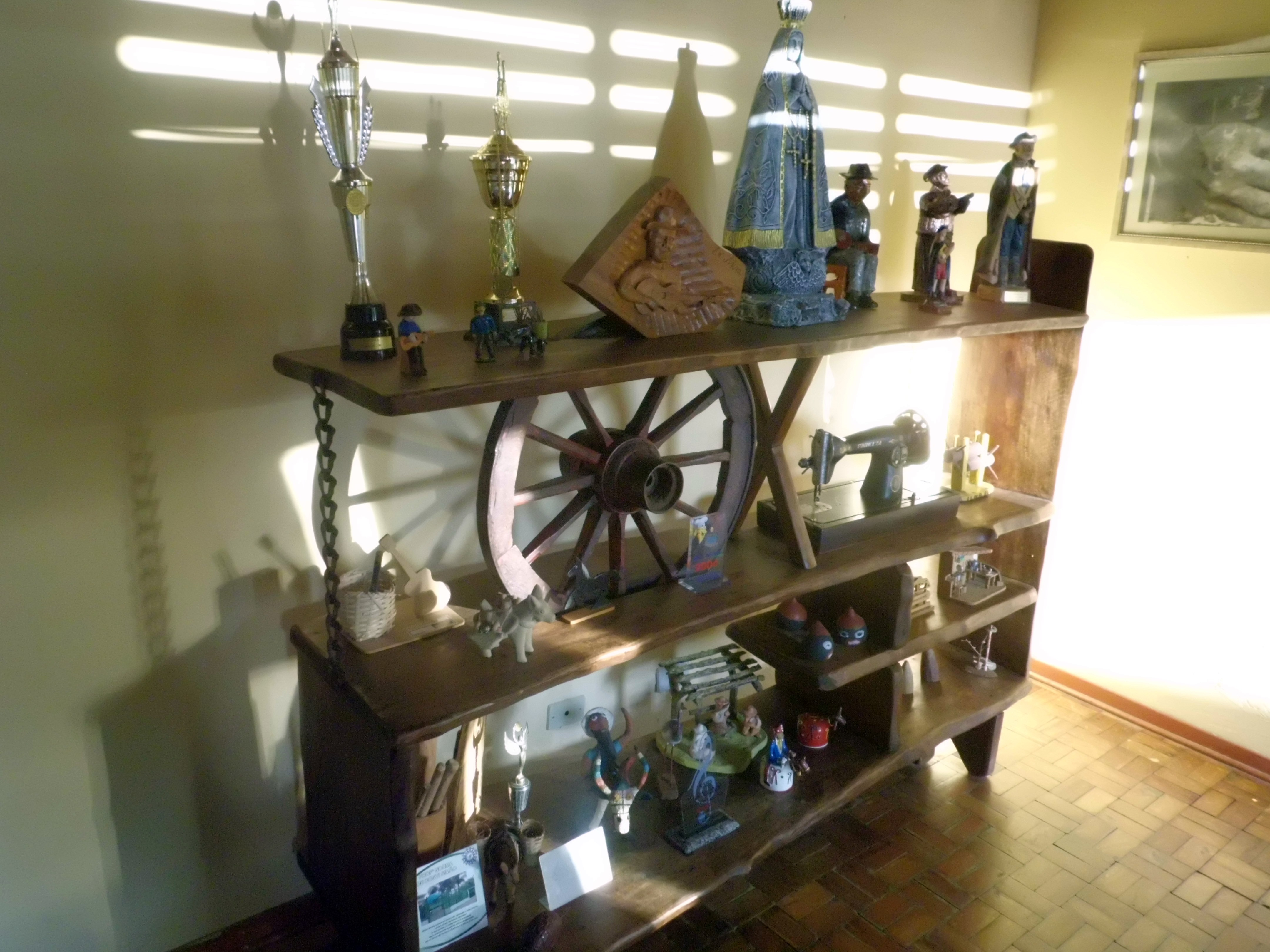
Interior Museu do Tropeiro - Foto 23/01/2016
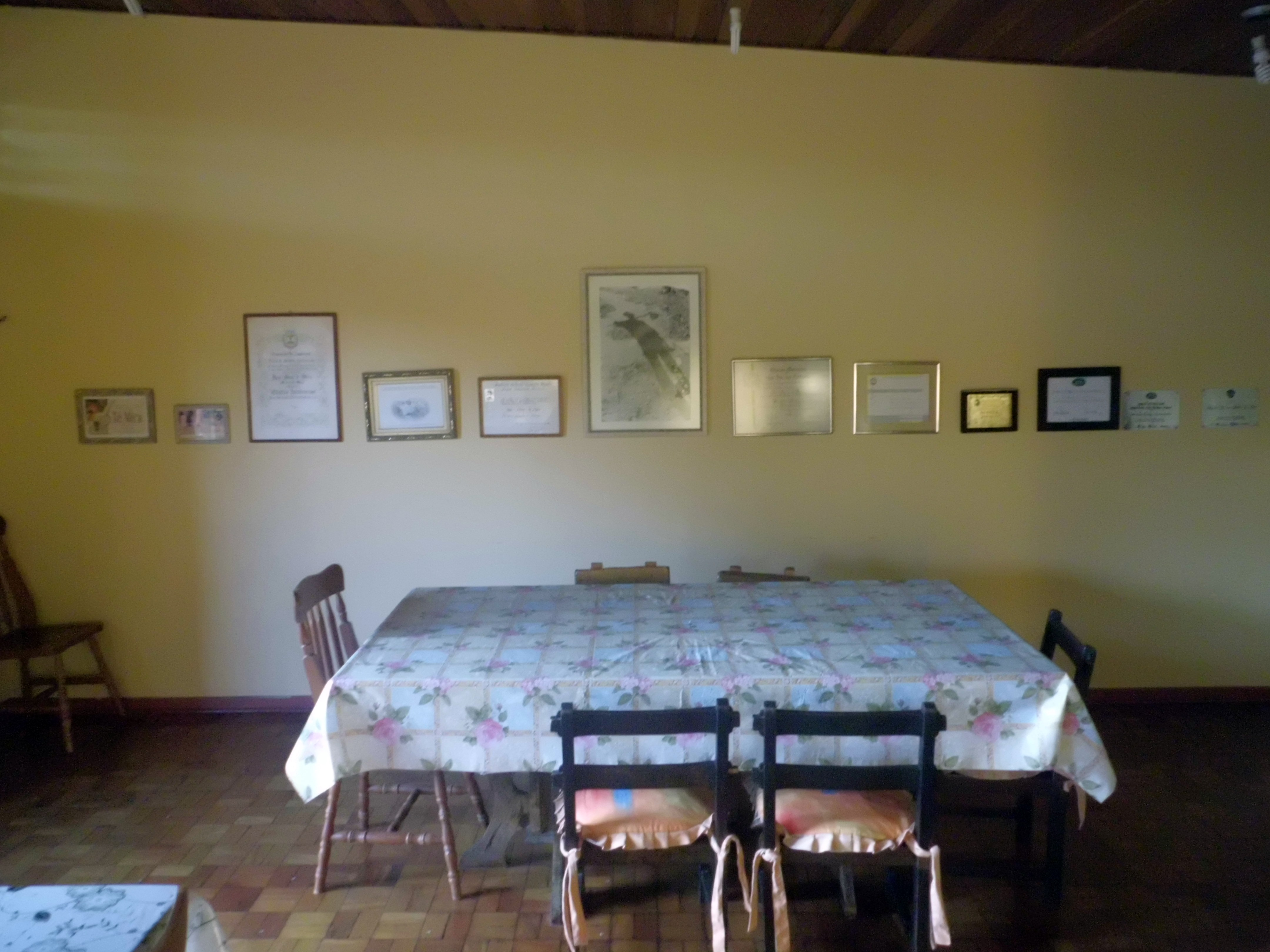
Interior Museu do Tropeiro - Foto 23/01/2016
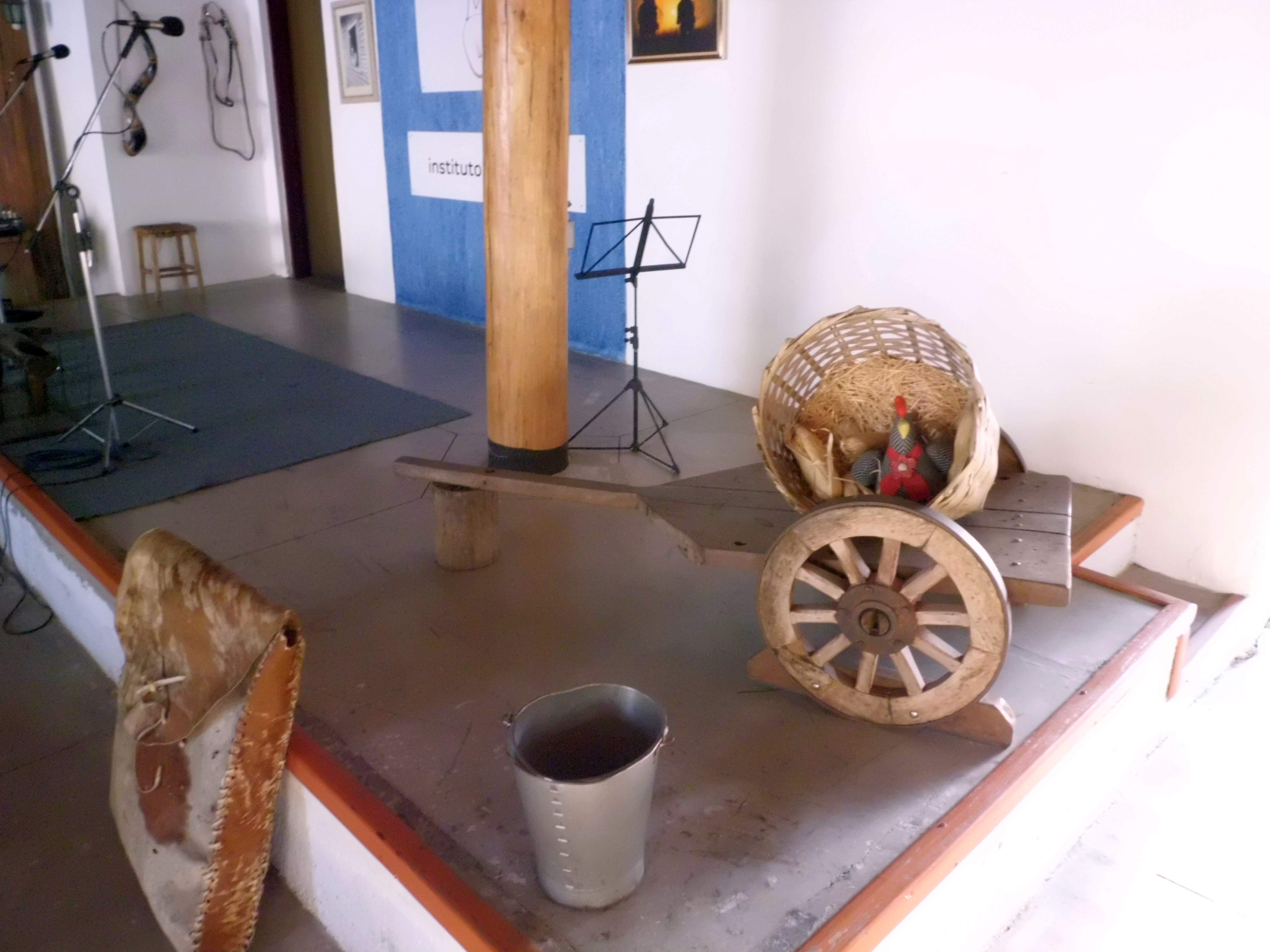
Palco dos Shows - Foto 23/01/2016
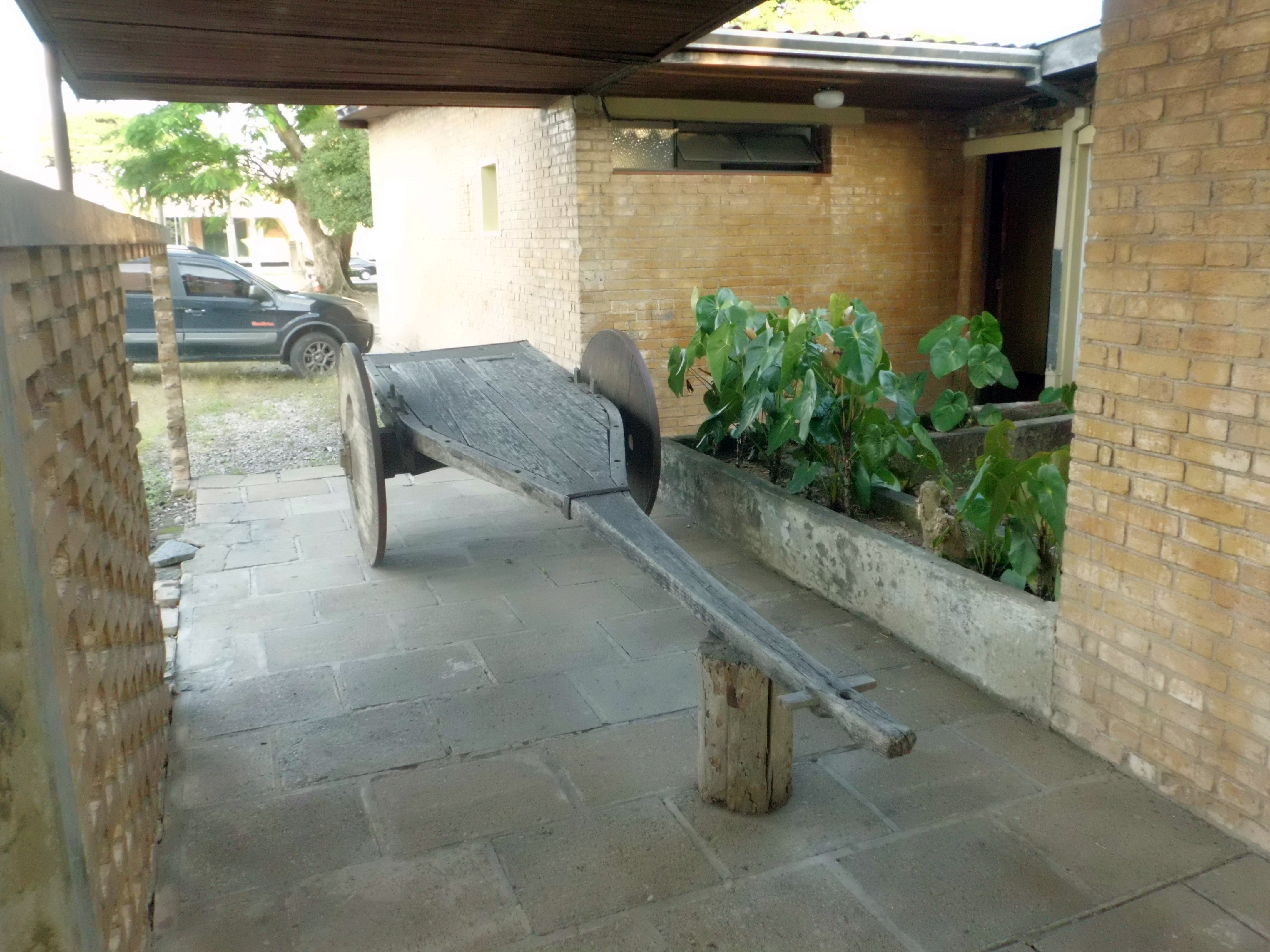
Carro de boi  - Foto 23/01/2016
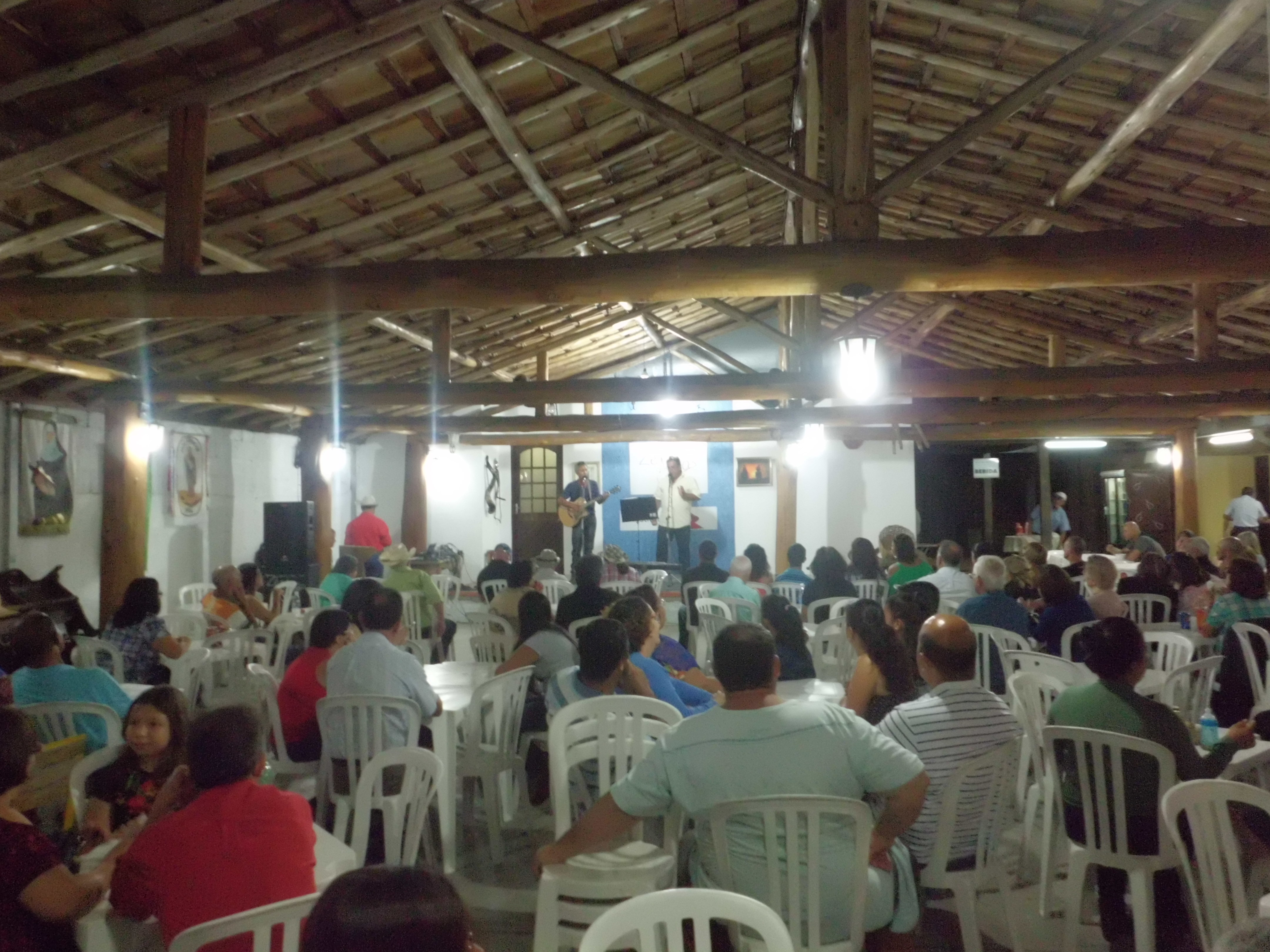
Show de Música caipira - Foto 23/01/2016
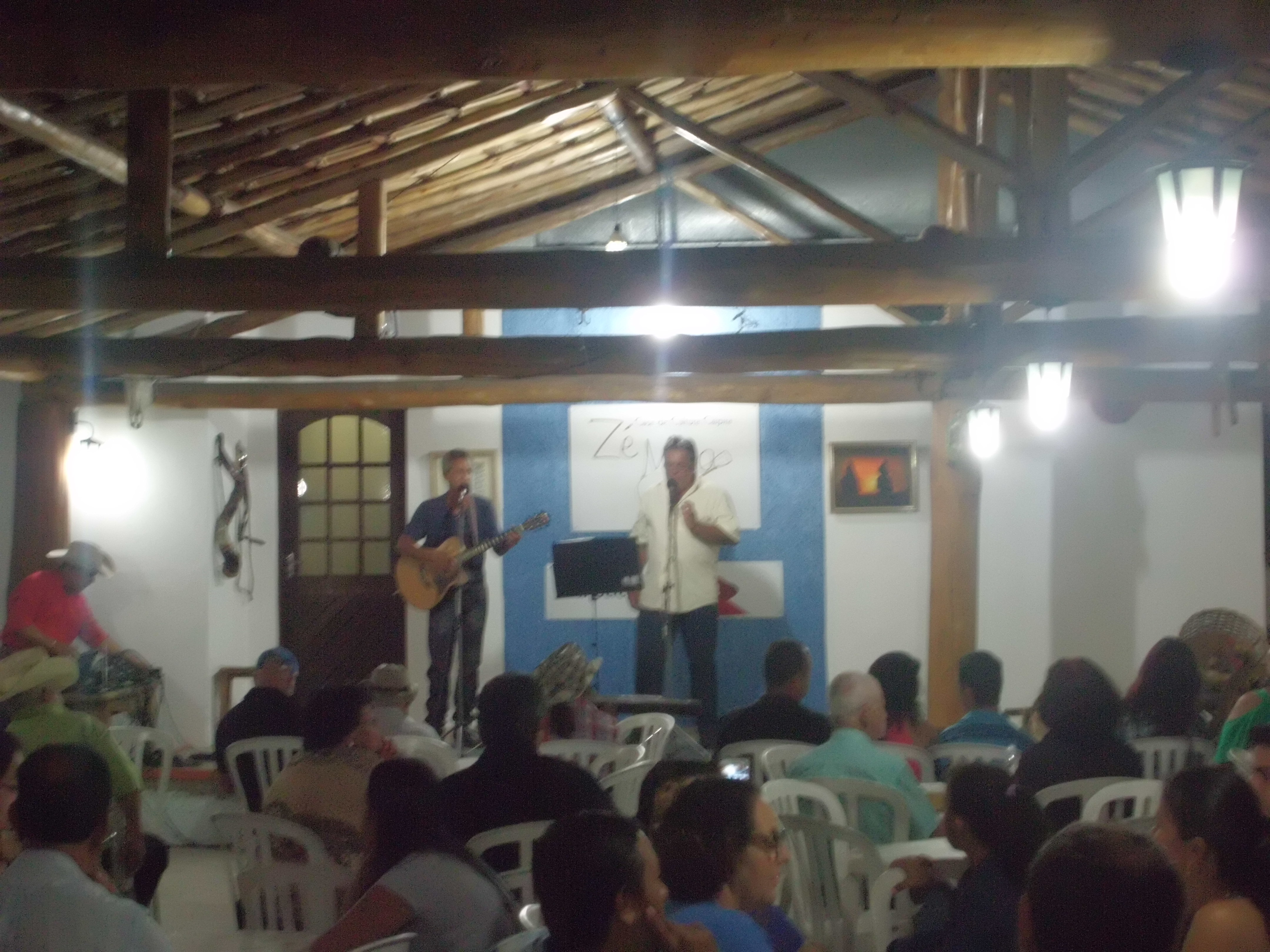
Show de Música caipira - Foto 23/01/2016